# Google Kalender
Google Kalender er en onlinekalender, der er drevet af Google. Man kan oprette adskillige kalendere med det samme brugernavn, hvis man har brug for det. Man kan dele sin kalender, enten med udvalgte personer, som man kan give fuld adgang til at redigere i kalenderen, eller man kan offentliggøre den for hele verden. Man kan gøre begge dele på én gang. Det kan for eksempel være nyttigt i en forening eller måske endda i en familie, så man kan være sammen om at dele en kalender.
Man kan bede om at få en påmindelse på det man selv (eller andre på en offentlig eller delt kalender) har indskrevet i kalenderen. Enten på sms (det kræver, at man har skrevet og bekræftet sit telefonnummer), som mail eller som en pop-up. Sidstnævnte kræver dog, at man sidder ved computeren, når påmindelsen kommer.
For at man kan få en sådan kalender skal man tilmelde sig på Googles hjemmeside, men så har man også adgang til alle Goggles tjenester. Se i kassen herunder.
Google Kalender er som udgangspunkt gratis at bruge, men via Google Apps for Work kan man få adgang til ekstra funktioner.
| Software | Spire Denne artikel om software og programmering er en spire som bør udbygges. Du er velkommen til at hjælpe Wikipedia ved at udvide den. |